# Seznam slovinských fotografů
Toto je abecedně řazený seznam slovinských fotografů:

## A
- Uroš Abram
- Bojan Adamič
- Jaka Adamič
- Gregor Aljančič
- Marko Aljančič
- Ciril Ambrož
- Iztok Ameršek
- Igor Andjelić
- Igor Antič
- Franc Aparnik
- Tina Arh
- Dragan Arrigler
- Vojko Artač
- Ernest Artič
- Marjan Artnak
- Dušan Arzenšek
- Polona Avanzo

## B
- Jaka Babnik
- Urban Babnik
- Martin Baebler
- Marin Bajd
- Alma Bajt
- Egon Bajt
- Feliks (Srečko) Bajt
- Janko Balantič Resman
- Robert Balen
- Boštjan Banfi
- Franci Bar
- Antonio Baričević
- Miro Bark-Hojnik
- Jože Bartolj
- Rihard Baša
- Jani Batič
- Evgen Bavčar

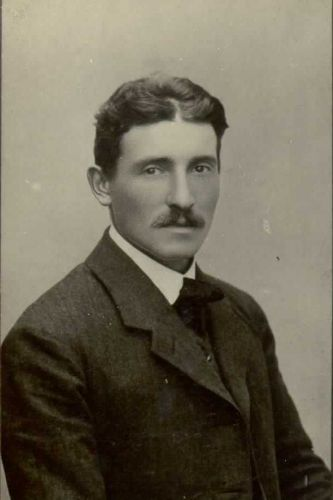
Bogumil Brinšek, 1914

- Vinko Bavec, Marija Bavec; Sonja Bavec Dominko
- Franc Bazelj
- Marjan Bažato
- Jan Beguš-Begi
- Nataša Berk
- Nejc Bernik
- Tadej Bernik
- Viktor Bernik
- August Berthold
- Goran Bertok
- Veličan Bešter
- Špela Bevc
- Katja Bidovec
- Mirko Bijuklić
- Nace Bizilj
- Bruno Bizjak
- Primož Bizjak
- Rajko Bizjak
- Sašo Bizjak
- Andrej Blatnik (fotograf)
- Avgust Blaznik
- Janez Bogataj
- Dragomil Bole
- Iztok Bončina
- Ivo Borko
- Štefi P. Borko
- Manca Borštnar
- Boris Božič
- Brane Božič
- Jani Božič
- Matija Bradaška
- Marcandrea Bragalini
- Janko Branc
- Marija Braut (r. Kračun) (slov.-hrv.)
- Aleš Bravničar
- Bojan Brecelj
- Primož Brecelj
- Jure Breceljnik
- Jaka Bregar
- Tomo Brejc (fotograf)
- Boris Brelih?
- Kaja Brezočnik
- Bogumil Brinšek
- Klemen Brumec
- Matija Brumen
- David Brusnjak
- Vanja Bučan
- Jaka Bulc
- Boštjan Burger
- Darko Butinar

## C
- Valentin Casarsa
- Josip Cerk
- Jorg Ceglar
- Biserka Cesar
- Matjaž Chvatal
- Anja Cigala
- Ladislav Ciglenečki
- Urša (Urška Nina) Cigler
- Marjan Ciglič (fotograf)
- Marjan Cigoj
- Tjaša Cizelj
- Vlado Cizelj
- Luka Cjuha
- Martin Cregeen
- Darko Crnkovič
- Petra Cvelbar
- Borut Cvetko
- Tilen Cvetko
- Branko Cvetkovič
- Danilo Cvetnič

## Č

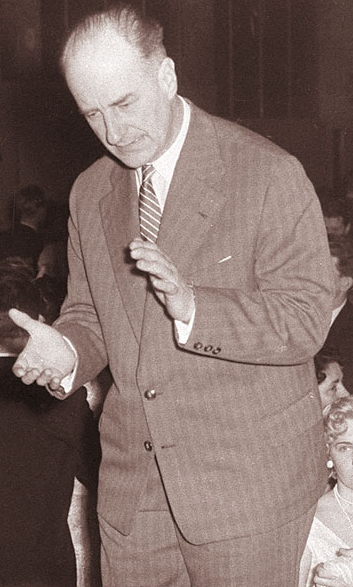
Bojan Adamič, 1960

- Herman Čater
- Matjaž Čater
- Branko Čeak
- Barbara Čeferin
- Jure Čeh
- Erika Čelan
- Klemen Čepič
- Bogomir Čerin
- Ivo Čerle
- Jan Čermelj
- Janez Černe
- Robert Černelč
- Boris Černi
- Aleš Černivec
- Dajana Čok
- Radovan Čok
- Anže Čokl
- Anja Čop
- Jaka Čop
- Suzana Čotar
- Marija Čreslovnik Kotnik
- Miha Črnigoj
- Vesna Črnivec
- Franc Črv
- Aleksander Čufar

## D
- Luka Dekleva (1976)
- Matjaž Dekleva
- "DK" (Damjan Kocjančič)
- Anton Demšar?
- Jon Derganc
- Janko Dermastja
- Vasja Doberlet
- Fran Dobovšek?
- Marjan Miro Dobovšek
- Bor Dobrin
- Božidar Dolenc
- Domen Dolenc
- Hinko Dolenc
- Oskar Dolenc
- Leon Dolinšek
- Mihael Dolinšek
- Boštjan Doma
- Petra Draškovič Pelc
- Stane Draškovič Pelc
- Matej Družnik
- Borut Dvornik
- Ivan Dvoršak

## E
- Edi Einspieler - Sherpa
- Hinko Engelsberger?
- Jaka Ercegovčević
- Jožef Erjavec
- Jure Eržen
- Matic Eržen
- Ivan Esenko
- Luka Esenko

## F
- Gregor Fajfar
- Nataša Fajon
- Matjaž Fajt?
- Vilko Fajt
- Neca Falk
- Boris Farič
- Franc Ferjan
- Peter Fettich
- Vilko (&Zora) Filač star.
- Niki Filipovič
- Dušan Fišer
- Gregor Födransperg - Fedr
- Zorko Fon
- Jošt Franko
- Miha Fras
- Ivo Frelih
- Saša Fuis
- Lovrenc Funtek
- Andrej (Andrea) Furlan
- Borut Furlan (podvodni)
- Janko Furlan

## G
- Boris Gaberščik (ml.)
- Janko Gačnik
- Jože Gal
- Damjan Gale (arhitekturni)
- Jošt Gantar
- Janez Gartner?
- Jaka Gasar
- Peter Gedei (jamski)
- Iztok Geister
- Dušan Gerlica
- Martin Germ
- Maks Gliha
- Jakob Gnilšak
- Boris Godnič
- Ivo Gogala
- Bojan Golčar
- Katja Goljat
- Franc Golob
- Gorazd Golob (živali)
- Rok Golob
- Urban Golob
- Sara Nuša Golob Grabner
- Vili Gombač
- Diego Andrés Gómez
- Marko Gorenc
- Dora Gorše
- Stojan Gorup
- Črtomir Goznik
- Boža Grafenauer Bratož
- Stane Grandljič
- Davide Grassi ?
- Tomaž Gregorič
- Nina Grein
- Remigio Grižonič
- Karol Grossmann
- Brigita Grošelj
- Boštjan Gunčar
- Milan Grego
- (Bogdan Grom)
- Svetozar Guček
- Boštjan Gunčar

## H
- Dejan Habicht
- Vladimir Habjan
- Janez (Janko) Hafner
- Miran Hafner
- Bojan Hajdu
- (Hanno Hardt)
- Dejan Habicht
- Darko Herič
- Hugo Hibšer
- Franc Hlupič
- Uroš Hočevar
- Arne Hodalič
- Jožef Hochstätter
- Mišo Hochstätter
- (Zoran Hochstätter)
- Karel Holec
- Karel Holyinski
- Borut Hribar
- Feruccio Hrvatin
- Jernej Humar
- Marjan Humar
- Gregor Hvastja

## I
- Tjaša Iris
- Jaka Ivančič
- Miloš Ivančič

## J
- Stane Jagodič (fotomontaže)
- Lado Jakša
- Stefano Jančar
- Vlado Jehart (naravoslovni)
- Aleš Jelenko
- Janko Jelnikar
- (Zmago Jeraj)
- Rado Jerič
- Anton Jerkič
- Mirko Jernejčič
- Branko (Branimir) Jerneić (hrv.-slov.)
- Stane Jeršič
- Tomo Jeseničnik
- Izidor Jesenko
- Sandi (Aleksander) Jesenovec
- Dušan Jež
- Oskar Jogan
- Hijacint Jussa
- Janez Juvan
- Manca Juvan Hessabi
- Primož Juvan

## K
- Miha Kacafura
- Matjaž Kačičnik
- Sara Kager
- Janez Kališnik
- Miran Kambič (arhitekturni)
- Mirko Kambič
- Špela Kasal
- Jure Kastelic
- Matej Kastelic
- Egon Kaše
- Luka Kaše
- Stojan Kerbler
- Matej Kerec
- Simon Kerševan
- Rada Kikelj Drašler
- Jure Kirbiš
- Bogdan Kladnik
- Branko Klančar
- Jasna Klančišar
- Anton Klančnik?
- Lado Klar
- Stane Klemenc
- Janin (Maj) Klemenčič
- Milan Klemenčič
- Milan Klemenčič (1926-2020)
- Dušan Klenovšek ?
- Vida Klenovšek
- Damjan Kocjančič
- Darja Kocjančič
- Karlo Kocjančič
- Oskar Kocjančič
- Peter Kocjančič
- Matej Kolaković
- Jože Kološa - Kološ
- Kolšek - družina fotografov v Celju
- Biserka Komac?
- Mitja Koman (slov.-hrv.)
- Aleš Komovec
- Miro Kompare
- Franci Koncilija (fotograf)
- Klemen Korenjak
- Maša Kores
- Žiga Koritnik
- Ante Kornič
- Marko Korošec
- Primož Korošec
- Janez Korošin
- Gojmir Anton Kos
- Mateo Kos
- Franc Kosi
- Tončka Kosi
- Alan Kosmač
- Peter Košenina
- Lovrenc Košir
- Matej Košir?
- Tit Košir
- Urška Košir
- Nataša Košmerl
- Peter Koštrun
- Darija Kovačič
- Jože Kovačič
- Rok Kovačič (podvodni)
- Simon Kovačič
- Alenka Kozinc
- Emil Kozole
- Ivo Koželj
- Jure Krajc
- Borut Krajnc
- Damijan Krajnc
- Bogdan Kralj?
- Arven Šakti Kralj-Szomi
- Lado Kraljič
- Janez Kramar (fotograf)
- Vekoslav Kramarič
- Valter Kranjc
- Andreja Kranjec
- Mankica Kranjec
- Miško Kranjec (fotograf)
- Fran Krašovec
- Jure Kravanja
- Franjo Kravos
- Kajetan Kravos (naravoslovni)
- Matic Kremžar
- Meta Krese
- France Kreuzer
- Matjaž Krivic
- Alojz Krivograd - Futy
- Andrej Križ
- Vladimir Kržišnik
- Marjan Kukec
- Jože Kunaver
- Maks Kunc
- Franjo Kunšek
- Jurij Kurillo
- Roberto Kusterle (Italija)
- Valentin Kušar (1904-84)
- Slavko Kvas

## L
- Peter Lampič (1899-2001)
- Andrej Lamut
- Tomaž Lanišek
- Marijan Lapajne
- Eva Lasič
- Tomaž Lauko
- Viljem Lavrenčič
- Stanko Lavrič
- Marjan Laznik
- Ivica Leban
- Tajda Lekše
- Mirko Lenaršič (1882-1966)
- Branko Lenart
- Marko Lengar
- Benedikt Lergetporer (1845-1910)
- Peter Lešnik
- Vladka Likar Kobal
- Johann Martin Lenz (1864-1916)
- Mirko Ličen
- Davor Lipej
- Dušan Lipovec
- Franjo Lipovec
- Milan Lipovec
- Rado Lipovec
- Marijan Lipovšek
- Janko Logar
- Ivo Lorenčič - Loren
- Marko Lipuš (Avstrija)
- Anton Ločnikar (1857)
- Tomi Lombar
- Teodor Lorenčič
- Primož Lukežič
- Urška Lukovnjak
- Nives Lunder
- Tomaž Lunder
- Ferdo Lupša

## M
- Jože Maček (fotograf)
- Lucija Magajna
- Mario Magajna
- Ante Mahkota
- Miro Majcen (glasbeni in letalski)
- Tomaž Majcen (naravoslovni)
- Andrej Malenšek
- Miha Maleš
- Jože Mally
- Ivan Malovrh
- Tone Marčan
- Janez Marenčič (1914-2007)
- Marjeta Marinčič
- Apolonija Marolt
- Janez Marolt
- Jožef Martini
- Nina Medved
- Drago Mehara
- Lujo Michieli
- Nino Mihalek
- Jože A. Mihelič
- Iztok Medja
- Janez Medvešek
- Lujo Michieli
- Rado Miklavčič
- Dušan Gorast Miška
- Darinka Mladenovič
- Polona Mlakar Baldasin
- Tone Mlakar
- Lado Mlekuž
- Ciril Mlinar Cic
- France Modic
- Igor Modic
- Marko Modic
- Urban Modic
- Dragiša Modrinjak
- Srdan Mohorič
- Oscar Molek
- (Inge Morath)
- Andrej Morovič
- Flavio Mosseti
- Ljubo Motore
- Tilyen Mucik
- Jože Mušič
- Niko Mušič

## N
- Peter Naglič
- Matej Nahtigal
- Valter Nanut
- Carmen Narobe
- Nik Erik Neubauer
- Sašo Niskač
- Ivan Noč ?
- Danica Novak
- Jani Novak (1967)
- Jaro Novak
- Sandi Novak
- Boris Novković

## O
- Alojz Ojsteršek
- Alojz Orel
- Miran Orožim
- Štefan Oštir
- Aleksander Ota
- Tomaž Ovčak
- Alen Ožbolt?

## P
- Hermina Pacek
- Vladimir Pajek
- Kristijan Pajer
- Milan Pajk
- Domen Pal
- Milan Papež
- Marjan Paternoster?
- Matevž Paternoster (arhitekturni)
- Fran Pavlin
- Miran Pavlin (fotograf)
- Matija Pavlovec
- Alojz Pavšič
- Gianni Pečar
- Milenko Pegan
- Andreja Peklaj
- Josip Pelikan
- Matej Peljhan
- Janez Pelko
- Zvone Pelko
- Andrej Perko
- Jože Petek
- Borut Peterlin
- Marjan Pfeifer
- Miran Pflaum
- Marko Pigac?
- Veno Pilon
- Luka Pintar (zdravnik)
- Tihomir Pinter
- Dušan Pirih Hup
- Silvan Pittoli
- Herman Pivk
- Mateja Pivk
- Jurij Pivka

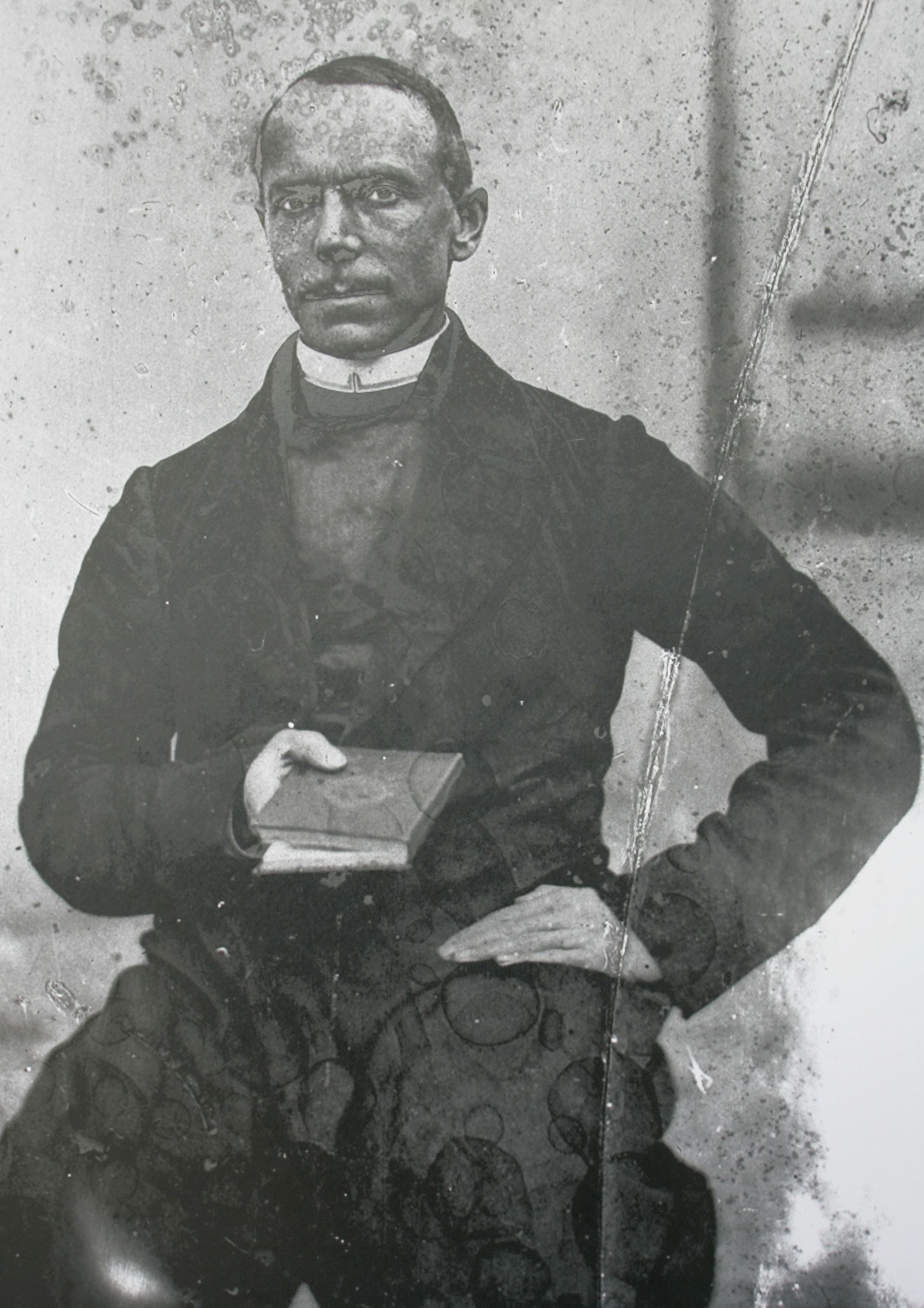
Janez Avguštin Puhar, autoportrét, polovina 19. století

- (Libero Pizzarello : Koper>Italija)
- Tomaž Planina
- Boža Pleničar
- Simon Plestenjak
- Zora Plešnar (1925-2021)
- Valentina Počkaj
- Alja Podgornik
- Dušan Podgornik
- Rafael Podobnik
- Matej Podrekar (naravoslovni)
- Ana Pogačar
- Kaja Pogačar?
- Josip (Jože) Pogačnik (1902-1978)
- Marko Pogačnik
- Ernest Pogorel(e)c
- Gregor Pohleven
- Peter Pokorn (st.)
- Peter Pokorn ml.
- Marko Polutnik
- Vid Ponikvar
- Stane Potrč
- Sandra Požun
- Gregor Preac
- Primož Predalič
- Urša Premik
- Andrej Prešeren
- Matjaž Prešeren
- Jakob Prešern
- Vitomir Pretnar
- Pia Prezelj
- Marko Prezelj
- Edvard (Edo) Primožič
- Nada Primožič
- Boris Prinčič
- Josko Prinčič
- Martin Prosen
- Jurij Puc
- Boštjan Pucelj
- Janez Avguštin Puhar
- Mitja Puhar
- Janez Pukšič
- Benka Pulko
- Nastja Pungračič
- Igor Pustovrh

## R
- Gregor Radonjič
- Sandi Radovan
- Bojan Radovič
- Uroš Ravbar
- Janko Ravnik
- Klemen Razinger
- Aljoša Rebolj
- Aleksander Remec
- Jela Repič
- Marjan Richter (podvodni)
- Avgusta (Gusti) Rihar
- Branimir Ritonja
- Tatjana Rodošek
- Ana Roj
- Peter Rombo
- Matic Romih
- Aleš Rosa
- Martin Rotovnik
- Davorin Rovšek
- Valentin Rozman
- Zoran Rožič
- (p.) Hugo Rožnik
- Matej Rupel
- Jože Rupnik
- Matjaž Rus
- Matjaž Rušt

## S
- Oton Sadar
- Katarina Sadovski
- Eva Sajovic
- Bojan Salaj
- Blaž Samec
- Denis Sarkić
- Ajda Schmidt
- Gregor Sečen
- Damijan Sedevčič
- Nataša Segulin
- Boštjan Selinšek
- Bojan Senjur
- Janez Sever
- Nina Sever
- Jelka Simončič
- Vlastja Simončič
- Vinko Skale
- Janko Skerlep
- Vili Skok
- Niko Sladič
- Bor Slana
- Boštjan Slatenšek
- Maja Slavec
- Klavdij Sluban
- Ana Sluga
- Borut Sluga
- Dejan Sluga (galerist)
- Marjan Smerke
- Katja Smolar
- Slavko Smolej
- Tina Smrekar
- Nina Sotelšek
- France Stele (1934-2011)
- France Stele (*1955)
- Bojan Stepančič
- Nicefor Stepančič
- Marjan Stojko
- Tone Stojko
- Simon Stojko Falk
- Fran Stres
- Simon Strnad
- Jože Suhadolnik

## Š
- Maks Šeber
- Edi Šelhaus
- Julijana Šelhaus
- Zvone Šeruga
- Vinko Šeško
- Smiljan Šiška
- Maja Šivec
- Tone Škarja
- Miha Škerlep
- Čoro Škodlar
- Primož Škof
- Špela Škulj
- Josip Šlajmer
- (Iztok Šmajs - Muni)
- Viktor Šmid
- Bojan Šnut
- Božo Štajer
- Matej Štalcer
- Tone Štamcar
- Urban Štebljaj
- Dominik Šteiner
- Jendo Štoviček
- Aleksander Štokelj
- Jane Štravs
- Jože Štucin
- Andrej Štular?
- Milan Štupar
- Jernej Šušteršič
- Miloš Švabić ?

## T
- Matjaž Tančič
- Teotim Logar Zorn
- Tjaša Gnezda
- Boštjan Tacol
- Darjo Tavčar
- Ivan Tavčar (učitelj)
- Franc Temelj
- Simon Tihec
- Robert Tisnikar
- Blaž Tišler
- Matej Tomažin
- Tomaž Tomažin
- Nika Tomažinčič
- Matija Tomc (fotograf)
- Bojana Tomše
- Sanja Tošić
- Anton Tratnik
- Jernej Trnkoczy
- Ubald Trnkoczy
- Vera Terstenjak Jovičić
- Rok Tržan
- Brane Tuma

## U
- Nejc Urankar
- Gorazd Uršič
- Brane Usenik

## V
- Aleksandra Vajd
- Lovro Vakselj
- Boris Valenčič
- Ivan Varl
- Maja Vauda
- Živa Vaukan
- Tadej Vaukman
- Alenka Veber
- Vinko Vedlin
- Tomaž Velechovsky
- Bojan Velikonja
- Luc(ijan) Velikonja ?
- Ciril Velkovrh
- Petra Vencelj
- Slavko Vengar
- Tanja Verlak
- Fran Vesel
- Žare Veselič
- Franjo Veselko
- Viktor Vičič
- Leon Vidic?
- Damijan Vidic
- Stane Vidmar (fotograf)
- Alenka Vidrgar
- Borut Vild
- Gorazd Vilhar
- Franci Virant
- Zdenka Vetrovec
- Samo Vidic
- Andrej Viršček
- Stanko (Stane) Viršek
- Janez Vlachy
- Andrej Vodopivec
- Voranc Vogel
- Boris Voglar
- Marko Vogrič
- Zdenko Vogrič
- Zoran Vogrinčič
- Andrej Voje
- Tomaž Vojvoda
- Davorin Volavšek
- Karl Vouk
- Stanislav Vovk
- Matej Vranič
- Matjaž Vrečko
- Franjo Vršič

## W
- Dunja Wedam

## Z
- Jožica Zafred
- Uroš Zagožen
- Brane Zalar
- Jožef Zalar
- Petra Zalokar
- Marko Zaplatil
- Ana Zavadlav
- Metod (& Radivoj) Zavadlav
- Viljem Zavadlav
- Danijel Zavratnik
- Smiljan Zavrtanik
- Jožef Zazula
- Aleš Zdešar
- Miro Zdovc
- Stanko Zidar?
- Manja Zore
- Janez Zrnec
- Bogdan Zupan
- Dani Zupan
- Viljem Zupanc
- Blaž Zorko
- Blaž Zupančič
- Andreja Zupanec Bajželj
- Žiga Zwitter

## Ž
- Špela Žabkar
- Janez Žalig
- Anton Žbogar
- Rajko Žbogar
- Katja Žerko
- Nada Žgank
- Damjan Žibert
- Antonio Živkovič
- Srdjan Živulović
- Ivan Žnidarčič
- Aljaž Žnidaršič
- Tadej Žnidarčič
- Joco Žnidaršič
- Jože Žnidaršič - Bajčk
- Matjaž Žnidaršič
- Metka Žulič
- Rebeka Žvagen
- Anton Žvanut